# Liste der denkmalgeschützten Objekte in Marianka
Die Liste der denkmalgeschützten Objekte in Marianka enthält die 16 nach slowakischen Denkmalschutzvorschriften geschützten Objekte in der Stadt Marianka im Okres Malacky.

## Denkmäler
| Foto |                 | Denkmal / č. ÚZPF                                    | Standort / Konskr. Nr.                                            | Offizielle Beschreibung                         | Beschreibung                                                                                                 | Metadaten                                                                |
| ---- | --------------- | ---------------------------------------------------- | ----------------------------------------------------------------- | ----------------------------------------------- | --- | ------------------------------------------------------------------------ |
| ja   | Datei hochladen | Marienkapelle I(sk) ObjektID: 106-460/1              | (pútnický areál-Sväté údol) Standort KG: Marianka Konskr.Nr.:     | P.M.Tálenská reliéf PM+J.,sv.Jozefa,Jána Kr     | Relief Maria und Josef, Hl. Joseph, Johannes der Täufer                                                      | č. NKP: 106-460/1 Stand des NKP: 2012-02-08 Name: KAPLNKA MARIÁNSKA I.   |
| ja   | Datei hochladen | Marienkapelle II(sk) ObjektID: 106-460/2             | (pútnický areál-Sväté údol) Standort KG: Marianka Konskr.Nr.:     | Narodenie P.M. Anna,Joachym,P.M.,Boh-Otec+DS    | Mariä Geburt, Anna, Joachim, Gott Vater + ?                                                                  | č. NKP: 106-460/2 Stand des NKP: 2012-02-08 Name: KAPLNKA MARIÁNSKA II.  |
| ja   | Datei hochladen | Marienkapelle III(sk) ObjektID: 106-460/3            | (pútnický areál-Sväté údol) Standort KG: Marianka Konskr.Nr.:     | Zvestovanie P.M. mal.anjel,PM,Duch Svätý,anjeli | Mariä Verkündigung, Maria, heiliger Geist, Engel                                                             | č. NKP: 106-460/3 Stand des NKP: 2012-02-08 Name: KAPLNKA MARIÁNSKA III. |
| ja   | Datei hochladen | Marienkapelle IV(sk) ObjektID: 106-460/4             | (pútnický areál-Sväté údol) Standort KG: Marianka Konskr.Nr.:     | Navstívenie P.M. malba-2 zeny,svätci s perom+kn | Heimsuchung der Maria Malerei-2 Frauen, Heilige mit der Feder + ?                                            | č. NKP: 106-460/4 Stand des NKP: 2012-02-08 Name: KAPLNKA MARIÁNSKA IV.  |
| ja   | Datei hochladen | Marienkapelle V(sk) ObjektID: 106-460/5              | (pútnický areál-Sväté údol) Standort KG: Marianka Konskr.Nr.:     | Nanebovzatie P.M. vízia P.M.-Magnificat         | Mariä Himmelfahrt, Vision Mariä Erhöhung                                                                     | č. NKP: 106-460/5 Stand des NKP: 2012-02-08 Name: KAPLNKA MARIÁNSKA V.   |
| ja   | Datei hochladen | Marienkapelle VI(sk) ObjektID: 106-460/6             | (pútnický areál-Sväté údol) Standort KG: Marianka Konskr.Nr.:     | Ocistovanie P.M. Uvedenie Jezisa do chrámu      | Reinigung Mariä, Einführung Jesu in den Tempel                                                               | č. NKP: 106-460/6 Stand des NKP: 2012-02-08 Name: KAPLNKA MARIÁNSKA VI.  |
| ja   | Datei hochladen | Kapelle(sk) ObjektID: 106-457/1                      | (pútnický areál-Sväté údol) Standort KG: Marianka Konskr.Nr.: 469 | Svätá studna; Svätá studna,zázracná studna      | Heilige Quelle, Wunderquelle                                                                                 | č. NKP: 106-457/1 Stand des NKP: 2012-02-08 Name: KAPLNKA                |
| ja   | Datei hochladen | Statue(sk) ObjektID: 106-457/3                       | (Pred svätou studnou) Standort KG: Marianka Konskr.Nr.:           | Pavol Pustovník; originál v zbierkach SNG       | Paul der Einsiedler; Ursprünglich in den Sammlungen der Slowakische Nationalgalerie                          | č. NKP: 106-457/3 Stand des NKP: 2012-02-08 Name: SOCHA-KÓPIA            |
| ja   | Datei hochladen | SOCHA-KÓPIA ObjektID: 106-457/2                      | (Pred svätou studnou) Standort KG: Marianka Konskr.Nr.:           | sv.Anton Pustovník; originál v zbierkach SNG    | Kopie der Statue des Antonius dem Einsiedler, ursprünglich in den Sammlungen der Slowakische Nationalgalerie | č. NKP: 106-457/2 Stand des NKP: 2012-02-08 Name: SOCHA-KÓPIA            |
| ja   | Datei hochladen | Kapelle(sk) ObjektID: 106-454/3                      | 4.apríla nám. (Pri kostole) Standort KG: Marianka Konskr.Nr.: 468 | r.k.sv.Anny; kaplnka sv.Anny                    | römisch-katholische Kapelle zur hl. Anna                                                                     | č. NKP: 106-454/3 Stand des NKP: 2012-02-08 Name: KAPLNKA                |
| ja   | Datei hochladen | Paulanerkloster(sk) ObjektID: 106-454/1              | 4.apríla nám. 18, Standort KG: Marianka Konskr.Nr.: 18            | paulínsky                                       | Paulaner | č. NKP: 106-454/1 Stand des NKP: 2012-02-08 Name: KLÁŠTOR PAULÍNOV       |
| ja   | Datei hochladen | Kirche(sk) Basilika Mariä Geburt ObjektID: 106-454/2 | 4.apríla nám. 20, Standort KG: Marianka Konskr.Nr.: 467           | r.k.Narodenia P.M. paulínsky                    | römisch-katholische Kirche Mariä Geburt                                                                      | č. NKP: 106-454/2 Stand des NKP: 2012-02-08 Name: KOSTOL                 |
| ja   | Datei hochladen | Statue(sk) ObjektID: 106-454/4                       | 4.apríla nám. (Za kostolom) KG: Marianka Konskr.Nr.:              | sv.Ján Nepomucký socha sv.Jána Nepomuckého      | Statue des Nepomuk                                                                                           | č. NKP: 106-454/4 Stand des NKP: 2012-02-08 Name: SOCHA                  |
| ja   | Datei hochladen | Statue(sk) ObjektID: 106-454/5                       | 4.apríla nám. (Pri kaplnke sv.Anny) KG: Marianka Konskr.Nr.:      | sv.Pavol Pustovník; socha sv.Pavla Pustovníka   | hl. Paul der Einsiedler                                                                                      | č. NKP: 106-454/5 Stand des NKP: 2012-02-08 Name: SOCHA                  |
| ja   | Datei hochladen | Sockel(sk) ObjektID: 106-10667/1                     | Bystrická ul. (koniec obce) KG: Marianka Konskr.Nr.: 0            | stvorboký,kamenný volútový podstavec            | Tetraeder, steinerner geschwungener Sockel                                                                   | č. NKP: 106-10667/1 Stand des NKP: 2012-02-08 Name: PODSTAVEC            |
| ja   | Datei hochladen | Statue(sk) ObjektID: 106-10667/2                     | Bystrická ul. (koniec obce) KG: Marianka Konskr.Nr.: 0            | sv.Anton Paduánsky; socha sv.Antona Paduánskeho | Statue des hl. Antonius                                                                                      | č. NKP: 106-10667/2 Stand des NKP: 2012-02-08 Name: SOCHA                |

## Legende
Die Tabelle enthält im Einzelnen folgende Informationen:
| Foto:                    | Fotografie des Denkmals. |
| Denkmal / č. ÚZPF:       | Die Übersetzung der Bezeichnung des Denkmals, wie sie vom Slowakischen Denkmalamt (Pamiatkový úrad Slovenskej republiky) verwendet wird. Die Originalbezeichnung ist unter dem Fragezeichen angegeben. Fehlt die Übersetzung, so wird die Originalbezeichnung direkt angezeigt. Weiters ist die Objekt-Identifikationsnummer (Objekt ID) angeführt. Sie ist die offizielle, in der Slowakei eindeutige Nummer č. ÚZPF inklusive der zugehörigen Zählnummer, wie sie in den Daten des Denkmalamtes angegeben wird. Da diese nur innerhalb eines Landkreises gezählt wird, ist dessen Nummer der Denkmalnummer vorangestellt. |
| Standort:                | Wenn in der Liste vorhanden, ist die Adresse angegeben. In Klammern kann sich noch eine zusätzliche Adresse befinden, wenn es beispielsweise ein Eckhaus ist. Bei freistehenden Objekten ohne Adresse (zum Beispiel bei Bildstöcken) ist eine Adresse angegeben, die in der Nähe des Objekts liegt. Durch Aufruf des Links Standort wird die Lage des Denkmals in verschiedenen Kartenprojekten angezeigt. Darunter sind die Katastralgemeinde (KG) und, wenn vorhanden, die Konskriptionsnummer (Konskr. Nr.) angegeben.                                                                                                   |
| Offizielle Beschreibung: | Es ist die Kurzbeschreibung auf Slowakisch, wie sie in den offiziellen Listen angegeben ist, eingetragen. |
| Beschreibung:            | Kurze Angaben zum Denkmal auf Deutsch. |
| Metadaten:               | Zusätzlich werden, wenn in den persönlichen Einstellungen das Helferlein Dauerhaftes Einblenden von Metadaten aktiviert ist, ebensolche angezeigt. |

- Karte mit allen Koordinaten:
- OSM |
- WikiMap